# Православне цркве у Републици Српској
Српске православне цркве у Републици Српској су културно-историјски и духовни споменици Републике Српске и налазе се под окриљем Српске православне цркве. Православне цркве у Републике Српске варирају по старости, а има их из периода средњег века, па све до модерног доба. Велики број српских православних цркви на овом простору су под заштитом Завода за заштиту културно историјског и природног наслеђа Републике Српске. Поред тога што представљају духовне културне и историјске споменике, православне цркве у Републици Српској су једна од дестинација свих туриста и учвршћене су у туристичку понуду Републике Српске.
Поред Српске православне цркве у Републици Српској, налазе се још и Руска православна црква, Украјинска православна црква и Грчка истински православна црква, чије се цркве и остали верски објекти налазе широм земље. Током рата у Босни и Херцеговини уништен је и оскрнављен велики број цркава на простору Републике Српске, а до данас велики број њих је обновљен.

## Списак православних цркви у Републици Српској

### Бања Лука
- Саборни храм у Бањој Луци
- Црква Свете Тројице, Бања Лука
- Богојављенска црква Бања Лука, Бања Лука
- Црква рођења Пресвете Богородице у Старчевици, Старчевица, Бања Лука
- Црква Светих апостола Петра и Павла у Петрићевцу, Петрићевац, Бања Лука
- Црква Светог Луке у Чесми, Чесма, Бања Лука
- Црква Светог Јована Богослова у Лаушу, Лауш, Бања Лука
- Црква Светог Великомученика кнеза Лазара у Лазареву, Лазарево, Бања Лука
- Црква Светог Василија Острошког у Обилићеву, Обилићево, Бања Лука
- Црква Успења пресвете Богородице на Кочићевом вијенцу, Кочићев вијенац, Бања Лука
- Црква Светог свештеномученика Платона у Врбањи, Врбања, Бања Лука
- Црква Светог пророка Илије у Рамићима, Рамићи
- Црква Вазнесења Господњег у Пријаковцима, Пријаковци
- Црква Покрова Пресвете Богородице у Карановцу, Карановац
- Црква Свете Тројице у Пискавици, Доња Пискавица
- Црква Вазнесења Господњег у Пискавици, Горња Пискавица
- Црква Светог великомученика Георгија у Каралићима, Каралићи, Поткозарје
- Црква Светог великомученика Георгија у Дракулићу, Дракулић
- Црква Светог цара Константина и Јелене у Бочцу, Бочац
- Црква Покрова Пресвете Богородице у Агином Селу Агино Село
- Црква Светих апостола Петра и Павла у Бистрици, Бистрица
- Храм Св. Саве, Бронзани Мајдан
- Црква Вазнесења Господњег у Колима, Кола
- Црква брвнара у Колима, Кола
- Црква Светог кнеза Лазара у Крминама, Крмине
- Црква Светог оца Николаја (брвнара)
- Црква Светог пророка Илије у манастиру Крупа на Врбасу, Крупа на Врбасу
- Црква Успења Пресвете Богородице у Стричићима, Стричићи
- Црква Благовијести Пресвете Богородице у Шљивну, Шљивно
- Црква Благовијести Пресвете Богородице у Зеленцима, Зеленци
- Црква Преображења Господњег у Рекавицама, Доње Рекавице
- Црква Успења Пресвете Богородице у Рекавицама, Доње Рекавице
- Црква Светих апостола Петра и Павла у Рекавицама, Горње Рекавице
- Црква Свете великомученице Марине у Первану, Перван, Голеши
- Црква Светог великомученика Пантелејмона у Љубачеву, Љубачево
- Црква Светог Василија Острошког у Пријечанима, Пријечани
- Црква Свете Петке у Куљанима, Куљани
- Црква Светог архангела Михаила у Шарговцу, Шарговац
- Црква рођења Богородице у Малом Блашком
- Црква брвнара у Крупи на Врбасу

### Берковићи
- Саборни храм Светог Кнеза Лазара и новомученика српских у Берковићима, Берковићи
- Црква Вазнесења Господњег у Љутом Долу
- Црква Силаска Светог Духа на апостоле у Хатељима, Хатељи
- Црква Светог пророка Илије у Хргуду, Хргуд
- Црква Светог Архангела Михаила у Поплату, Поплат

### Бијељина
- Црква Светог Илије у Јањи (Јања)
- Црква Светог Марка у Великој Обарској (Велика Обарска)
- Саборна црква у Бијељини (Бијељина)
- Црква Светог Прокопија у Дворовима (Дворови)
- Црква Светог пророка Илије у Трњацима (Трњаци)
- Црква Светог Сисоја у Драгаљевцу (Драгаљевац)
- Црква Светих Три Јераха у Балатуну (Балатун)
- Црква Светог Сисоја у Доњој Буковици ([[Буковица Доња (Бијељина)|Доња
- Црква Светих апостола Петра и Павла у Бијељини (Бијељина)
- Црква Светог архиђакона Стефана на Градском гробљу „Пучиле“ у Бијељини (Бијељина)

Буковица]])
- Храм Светог Саве у Вршанима (Вршани)
- Храм Свете Тројице у манастиру Тавна (Бањица)
- Црква Светог пророка Илије у Чађавици (Чађавица)
- Црква Свете великомученице Марине у Љесковцу (Љесковац)
- Црква Светих Јоакима и Ане у Пучилама (Пучиле)
- Црква Светог Јована Крститеља у Новим Дворовима (Нови Дворови)
- Црква Светог пророка Илије у Чађавици Доњој (Чађавица Доња (Бијељина))

### Билећа
- Саборна Црква Св. Саве, Билећа
- Црква Цара Лазара у Билећи, Билећа
- Капела Светог Георгија у градском гробљу у Билећи
- Црква ваведења пресвете Богородице у манастиру Добирћево (Орах)
- Црква Светог Јована у Доли (Дола)
- Црква Светог архангела Михаила у Трновици (Трновица)
- Црква Светог великомученика Георгија у Подосоју (Подосоје)
- Црква Светог архангела Михаила у Баљцима (Баљци)

### Братунац
- Црква успења пресвете Богородице у Братунцу (Братунац)
- Црква Свете Тројице у Буљиму (Буљим код Кравице)

### Вишеград
- Црква Рођења Пресвете Богородице у Вишеграду
- Црква Светог цара Лазара и Косовских мученика у Андрићграду, Вишеград
- Црква Зачећа светог Јована Крститеља у Вишеградској Бањи
- Црква Свете Тројице у Блацама

### Власеница
- Црква Светих апостола Петра и Павла у Власеници

### Гацко
- Црква Светог архангела Михаила у Казанцима (Казанци)
- Црква Светог пророка Илије у Наднићима (Надинићи)
- Црква Светог Николе у Срђевићима (Срђевићи)
- Црква Свете Тројице у Гацку (Гацко)

### Градишка
- Црква брвнара Светог Николе у Романовцима (Романовци)
- Црква Покрова пресвете Богородице у Градишки (Градишка)
- Црква Светог Саве у Новој Тополи (Нова Топола)
- Црква Светог Илије у Ламинцима (Ламинци)

### Дервента
- Црква Успења Пресвете Богородице у Дервенти
- Храм Преображења Господњег у Дервенти
- Црква покрова пресвете Богородице у манастиру Доња Бишња
- Црква часног крста у Агићима (Агићи)
- Црква Светог Сисоја у Мишковцима (Мишковци)
- Црква Светог цара Константина и царице Јелене у Горњим Календеровцима (Горњи Календеровци)
- Парохијска Црква Св. Пантелејмона (Осиња)

### Добој
- Црква Светих апостола Петра и Павла у Добоју
- Црква рођења пресвете Богородице у Добоју
- Црква Светог великомученика Прокопија у Костајници, Костајница
- Црква Светих апостола и јеванђелисте Луке у Осредку, Осредак
- Црква Свете Тројице у Бољанићу
- Храм Преподобног Сисоја Великог у Гаврићима, Гаврићи
- Храм Рођења Светог Јована Крститеља у Становима, Станови
- Храм Ваведења Пресвете Богородице у Осјечанима Доњим, Осјечани Доњи

### Теслић
- Храм Пресвете Тројице у Теслићу
- Храм Светог пророка Илије у Теслићу
- Храм Вазнесења Господњег у Бањи Врућици
- Црква Св. Великомученика Цара Лазара у Блатници
- Црква Св. Великомученице Огњене Марине у Булетићу
- Храм Светих апостола Петра и Павла у Врућици
- Храм Покрова Пресвете Богородице у Младиковинама
- Храм Светог великомученика Прокопија у Очаушу
- Храм Светих цара Константина и царице Јелене у Прибинићу
- Храм Покрова Пресвете Богородице у Растуши
- Храм Рођења Пресвете Богородице у Чечави
- Храм Св. Цара Лазара у Горњој Радњи
- Храм Светог апостола и јеванђелисте Луке у Осретку
- Црква Св. Цара Константина и Царице Јелене у Витковцима
- Храм Покрова Пресвете Богородице у Тешњу

### Станари
- Црква Светих апостола Петра и Павла у Церовици
- Храм Васкрсења Христовог у Станарима
- Храм Свете Петке Параскеве у Станарима
- Црква Св. Цара Константина и Царице Јелене у Витковцима

### Зворник
- Црква Рођења Светог Јована Претече и Крститеља у Зворнику
- Црква Свете Петке Трнове и Светог Петра Цетињског у Зворнику, Зворник
- Црква Рођења Пресвете Богородице у Зворнику, Зворник
- Црква Свете Великомученице Марине у Горњим Цапардама, Цапарде
- Црква преноса моштију Светог Стефана у Дивичу, Дивич
- ("Стара") Црква Светих апостола Петра и Павла у Козлуку, Козлук
- ("Нова") Црква Светих Апостола Петра и Павла у Козлуку, Козлук
- Црква Васкрсења Христовог у Каракају, Каракај
- Црква Свете Великомученице Марине у Челопеку, Челопек
- Црква Светог оца Николаја у Бошковићима, Бошковићи
- Црква Светог апостола и јеванђелиста Марка у Брањеву, Брањево
- Црква Пресвете Богородице у Горњем Локању, Горњи Локањ
- Црква Свете Петке Трнове у Доњој Пилици, Доња Пилица
- Црква Светог Ћирила и Методија у Дрињачи, Дрињача
- Црква Светог пророка Илије у Зелињу, Зелиње
- Црква Покрова Пресвете Богородице у Јадрану, Јардан
- Црква Свете Петке Трнове у Јасеници, Јасеница
- Црква Светог Великомученика Георгија у Кисељаку, Кисељак
- Црква Рођења Пресвете Богородице у Лијешњу, Лијешањ
- Црква Свете Петке Параскеве у Малешићу, Малешић
- Црква Светог Великомученика Пантелејмона у Ораовцу, Ораовац
- Црква Светог Великомученика Прокопија у Роћевићу, Роћевић
- Црква Преподобног Сисоја Великог у Скочићу, Скочић
- Црква Светог Великомученика Пантелејмона у Средњем Шепку, Средњи Шепак
- Црква Преображења Господњег у Трновици, Трновица
- Црква Светог Василија Острошког у Тршићу, Тршић
- Црква Сабора Срба Светитеља у Церу Цер
- Црква Светог пророка Илије у Шетићима, Шетићи

### Источни Мостар
- Црква Светих великомученика у Зијемљу (Зијемље)

### Источно Сарајево
- Црква Светог Василија Острошког, Источна Илиџа
- Храм Светог Петра Дабробосанског, Источна Илиџа
- Спомен црква Огњене Марије у Вјерчи, Источна Илиџа
- Црква Нерукотвореног образа Христовог на Кули, Источна Илиџа
- Црква Светог Пантелејмона на Вучијој Луци, Источни Стари Град
- Црква Светог великомученика Георгија у Источном Сарајеву
- Храм Светог Варнаве Хвостанског на Врањешу, Источно Ново Сарајево
- Храм Свете Ангелине Српске у Тилави, Источно Ново Сарајево
- Саборни храм на Палама, Пале
- Црква Успења Пресвете Богородице у Палама, Пале
- Храм Вазнесења Господњег у Подграбу, Пале
- Црква Успења Пресвете Богородице у Мокром, Пале
- Црква Светог пророка Илије на Лукама, Пале
- Црква великог мученика Георгија у Соколовићима
- Црква Светог пророка Илије у Сокоцу
- Црква Светог великомученика Георгија у Трнову, Трново
- Црква Светог пророка Илије у Кијеву, Трново
- Храм Серафима Саровскога, Мокро

### Калиновик
- Црква Светих апостола Петра и Павла у Калиновику (Калиновик)
- Црква Свете Тројице у Осији (Осија)
- Црква Свих Светих у Стјеницама

### Костајница
- Црква Свете Тројице у Костајници (Костајница)

### Кнежево
- Црква брвнара у Јаворанима, Јаворани
- Црква Светог Николе у Јаворанима, Јаворани
- Црква Рођења пресвете Богородице у Кнежеву, Кнежево
- Црква Светог Илије у Имљанима, Имљани
- Црква Свете Богородице у Имљанима, Имљани
- Црква Светог Николаја у Живиницама, Живинице

### Козарска Дубица
- Црква Светог архангела Михаила у манастиру Моштаница, (Горњоселци)
- Црква Светих апостола Петра и Павла у Козарској Дубици, (Козарска Дубица)
- Црква Преподобне мајке Параскеве у Козарској Дубици, (Козарска Дубица)
- Црква Покрова Пресвете Богородице у Кнежици, (Кнежица)
- Црква Успења Пресвете Богородице у Брекињи, (Брекиња)
- Црква Светог Василија Острошког у Побрђанима, (Побрђани)
- Црква Светог пророка Илије у Доњој Слабини, (Доња Слабиња)
- Црква Успења Пресвете Богородице у Бачванима, (Бачвани)
- Црква Светих апостола Петра и Павла у Међеђи, (Међеђа)
- Црква Светог апостола јеванђелиста Марка у Драксенићу, (Драксенић)
- Црква Светог пророка Илије на Светињи, (на Светињи)
- Црква Свете великомученице Марине у Пуцарима, (Пуцари)
- Црква Светог цара Константина и царице Јелене у Бијаковцу, (Бијаковац)
- Црква Вазнесења Господњег у Доњем Јеловцу, (Доњи Јеловац)
- Црква Светог Игњатија Богоносца у Доњем Јеловцу, (Доњи Јеловац)
- Црква Преподобне мајке Параскеве у Читлуку, (Читлук)
- Црква Светог Алимпија Столпника у Стригови, (Стригова)
- Црква Рођења Пресвете Богородице у Међувођу, (Међувође)
- Црква Успења Пресвете Богородице у Блашковцима, (Влашковци)
- Црква Свете Петке у Мљечаници, (Мљечаница)

### Крупа на Уни
- Црква Светог великомученика Пантелејмона у Доњим Петровићима, Доњи Петровићи

### Купрес (Република Српска)
- Црква Свете Тројице у Благају, Благај

### Лопаре
- Црква Покрова Пресвете Богородице у Лопару (Лопаре)
- Црква Рођења Пресвете Богородице у Мачковцу (Мачковац)
- Црква Свете Петке Параскеве у Миросавцима (Миросавци)
- Црква Светог апостола Павла на Бобетином Брду (Бобетино Брдо)
- Храм Преподобног Сисоја Великог у Горњем Мачковцу код Лопара
- Храм Светог великомученика Прокопија у Јабланици

- Храм Вазнесења Господњег у Пожарници
- Храм великомученика Прокопија у Јабланици
- Храм Преподобног Сисоја Великог у Горњем Мачковцу код Лопара
- Храм Светог пророка Илије у Мртвици
- Храм Рођења Пресвете Богородице у Мачковцу
- Храм светог Јована Крститеља у Пиперима
- Храм Покрова Пресвете Богородице
- Храм Рођења Светог Јована Крститеља у Угљевичкој Обријежи

### Љубиње
- Црква рођења Пресвете Богородице у Љубињу, Љубиње
- Црква рођења Господа Исуса Христа у Љубињу, Љубиње
- Црква Светог великомученика Лазара у Влаховићима, Влаховићи
- Црква Светог Пророка Илије у Градцу, Градац
- Црква Светог Василија Острошког у Мишљену, Мишљен
- Црква Светог Вазнесења Господњег у Рђусима, Рђуси
- Црква Светог Вазнесења Господњег у Жабици, Жабица
- Црква Светог преображења Господњег у Крајпољу, Крајпоље

### Модрича
- Црква Светог Николе у Милошевцу, Милошевац
- Црква покрова пресвете Богородице у Модричи, Модрича
- Црква Успења Богородице (Модрича)

### Мркоњић Град
- Храм Светог Саве у Мркоњић Граду
- Црква Рођења пресвете Богородице у Мркоњић Граду, Мркоњић Град
- Црква Светих апостола Петра и Павла у Бараћима, Бараћи
- Црква Светог Богојављења у Герзову, Герзово
- Црква Светог великомученика Пантелејмона у Дабрацу, Дабрац
- Црква Рођења Пресвете Богородице у Медној, Медна
- Црква Преподобне мајке Параскеве у Подбрду, Подбрдо
- Црква Покрова Пресвете Богородице у Подрашници, Подрашница

### Невесиње
- Саборна црква Вазнесења Господњег у Невесињу
- Црква Светог Василија Тврдошког и Острошког чудотворца са криптом светих новомученика и крстионицом
- Црква светих апостола Петра и Павла
- Црква Свих Светих у Зовином Долу (Зови До)
- Црква Светог великомученика Вукашина у Придворцима, (Придворци)
- Црква Успења Пресвете Богородице у Биограду, (Биоград)
- Црква Светог пророка Илије у Удрежњу, (Удрежње)
- Црква Светог великомученика Лазара и свих мученика косовских
- Црква Светог пророка Илије
- Црква Успења Пресвете Богородице
- Црква Пресвете Тројице Педесетнице у Кифином Селу, (Кифино Село)
- Црква Светог апостола Петра и Павла у Залому, (Залом)
- Црква светих равноапостолних цара Константина и Јелене у Слатом, (Слато)

### Нови Град
- Црква Рођења Пресвете Богородице у Великој Рујишки, Велика Рујишка
- Црква светог цара Константина и царице Јелене у Малој Новској Рујишки, Мала Новска Рујишка
- Црква Преображења Господњег у Матавазима, Матавази
- Црква свете великомученице Недеље у Ћелама, Ћеле

### Ново Горажде
- Црква Светог Ђорђа, Сопотница

- Храм Светог Ђорђа
- стари дио храма
- детаљ из унутрашњости храма
- детаљ на вањском зиду храма

### Петровац
- Црква Свете Тројице у Дринићу (Дринић)

### Петрово
- Црква Свете Тројице у Какмужу (Какмуж)
- Црква Светог Прокопија у Кртови (Кртова)

### Приједор
- Црква Свете тројице у Приједору (Приједор)
- Црква брвнара у Марићки (Приједор)
- Црква Светог пророка Илије у Марићкој (Приједор)

### Прњавор
- Црква покрова пресвете Богородице у Хрваћанима (Хрваћани)
- Црква Светих апостола и јеванђелисте Марка у Лишњи (Насеобина Лишња)
- Црква Светог Василија Осторшког у Палачковцима (Палачковци)
- Црква брвнара у Горњим Палачковцима (Палачковци)
- Црква Светог великомученика Георгија у Прњавору (Прњавор)
- Црква Светог Николе у Хрваћанима (Хрваћани)

### Рибник
- Црква Светог кнеза Лазара у Доњој Превији (Доња Превија)
- Црква Светог великомученика Георгија у Драгорају (Драгорај)
- Црква Рођења Пресвете Богородице у Горњем Рибнику (Горњи Рибник)
- Црква Сабора Светог архангела Гаврила у Црквеном (Црквено)

### Рогатица
- Храм Свете Тројице (Рогатица)
- Црква Светих Апостола Петра и Павла на Борикама
- Црква Сабора Срба светитеља у Бранковићима
- Црква Свете великомученице Марине – Огњене Марије у Закому
- Храм Рођења Светог Јована Крститеља у Рађевићима

### Рудо
- Црква Светих апостола Петра и Павла у Рудом, Рудо
- Црква Свете преподобномученице Параскеве у Бијелом Брду
- Црква преподобне мајке Параскеве у Бијелом Брду
- Црква Светог Николаја Охридског и Жичког у Миочама (Миоче)
- Црква Светог Макарија Патријарха српског у Паштан Брду (Паштан Брдо)
- Црква рођења пресвете Богородице у Штрпцима (Штрпци)
- Црква брвнара у Штрпцима (Штрпци)
- Црква Свете Марије Магдалине у Мокронозима (Мокронози)
- Храм Светих мученика јасеновачких у Соколовићима (Соколовићи)

### Сребреница
- Црква Покрова Пресвете Богородице у Сребреници
- Црква Преображења Господњег у Прибојевићима
- Црква Преподобног Сисоја Великог у Поточарима
- Црква Рођења Светог Јована у Божићима
- Црква Свете великомученице Марине у Подравну
- Црква Светих апостола Петра и Павла у Скеланима
- Црква Светог Архангела Михаила у Сребреници
- Црква Светог великомученика Димитрија у Црвици
- Црква Светог пророка Илије у Крњићима

### Требиње
- Црква Светог вазнесења Господњег у Требињу
- Херцеговачка Грачаница
- Црква Преображења Господњег
- Црква Светог цара Константина у Загори, Загора
- Црква Светог великомученика Георгија у Доловима, Долови
- Црква Светог Николе у Домашеву, Домашево
- Црква Светог вазнесења Господњег у Туљу, Туље

### Фоча
- Храм Светог Саве у Фочи
- Црква Светог Николаја Мирликијског Чудотворца у Фочи
- Црква Светог Василија Острошког и светог Петра Дабробосанског
- Црква Успења Пресвете Богородице у Попима
- Црква у Војновићима, Војновићи
- Црква Светог Пантелејмона у Фочи
- Црква у Врници, Врбница
- Црква Светог пророка Илије у Миљевини
- Црква у Миљевини, Миљевина
- Црква Светог Николе у Ријеци (Фоча)
- Црква У Ријеци (Фоча), Ријека
- Црква Светих цара Константина и царице Јелене у Фочи
- Црква у Слатини, Слатина
- Црква Успења Пресвете Богородице у Челебићима
- Црква светог Николе у Челебићима
- Црква Успећа Пресвете Богородице у Попима

### Хан Пијесак
- Храм Св. Јована Крститеља Пјеновац
- Црква Светог великомученика Пантелејмона у Хан Пијеску

### Чајниче
- Црква Вазнесења Господњег на Заборку, Заборак
- Манастир Успења Пресвете Богородице Чајничке
- Црква вазнесења Христовог у Чајничу

### Челинац
- Црква Светог архангела Гаврила у Челинцу, Челинац
- Црква Светог цара Константина и царице Јелене
- Православна црква у Лађевцима, Лађевци
- Црква Сретења Господњег у Челинцу, Челинац

### Шипово
- Црква Рођења Светог Јована Крститеља у Шипову, Шипово
- Црква Светог великомученика Прокопија у Бабићима, Бабићи
- Капела Светог оца Николаја у Грбавици, Грбавица
- Црква Свете Петке у Пљеви, Пљева
- Црква светог Василија Острошког у Прибељцима, Прибељци
- Црква Рођења Пресвете Богородице у Стројицама, Стројице
- Црква Пресвете Богородице у селу Попуже, Попуже

### Остале (Херцеговина)
- Црква Христовог вазнесења У Обљу
- Црква Свете тројице у Гареви
- Црква светог Николе у Доберљи
- Црква светог Николе у Грачаници
- Црква светог Илије у Изгорима
- Црква Свете тројице у Југовићима
- Црква светих арханђела у Казацима
- Црква светог Николе у Срђевићима
- Црква светог Димитрија у Домркама
- Црква светог Николе у Мистихаљу
- Црква свете Петке у Мирушама
- Црква светог Геогија у Колањевићима
- Црква светог Арханђела михаила у Мекој Груди
- Црква светог Јоакима и Ане у Фатници
- Црква свете Тројице у Хатељима
- Црква светог Арханђела Михаила у Угарцима
- Црква светих апостола Петра и Павла у Барама
- Црква светог Арханђела Михаила у Аранђелову
- Црква свете Петке у Мостаћима
- Црква светог Илије у Месарима
- Црква Успећа Богородичиног у Лугу
- Црква светог Јована и светог Стефана у Жакову

## Галерија
- Црква Брвнара у Штрбцима
- Црква Свете Тројице у Гареву
- Црква Пресвете Богородице Скургић
- Храм Свете Недеље у Талежи
- Црква Пресвете Богородице у Обудовцу
- Црква светог Илије У Пецки
- Црква брванара у Малом Блашком
- Црква брвнара у Колима
- Црква брвнара у Марићки
- Црква брвнара у Крупи на Врбасу